# Alekseï Chamine
Pour les articles homonymes, voir Chamine.
Alekseï Aleksandrovitch Chamine - en russe : Алексей Александрович Шамин (Aleksej Aleksandrovič Šamin) et en anglais : Alexei Shamin - (né le 9 février 1993 à Iaroslavl en Russie) est un joueur russe de hockey sur glace.

## Biographie

### Carrière en club
Formé au Lokomotiv Iaroslavl, il est sélectionné en première ronde, en septième position par son club formateur au cours du repêchage d'entrée dans la KHL 2010 afin de le protéger et conserver ses droits.

### Carrière internationale
Il représente la Russie en sélections jeunes.

## Statistiques

### En club
| Saison    | Équipe                | Ligue |    | Saison régulière | Saison régulière | Saison régulière | Saison régulière | Saison régulière |   | Séries éliminatoires | Séries éliminatoires | Séries éliminatoires | Séries éliminatoires | Séries éliminatoires |
| Saison    | Équipe                | Ligue | PJ | B                | A                | Pts              | Pun              | PJ               | B | A                    | Pts                  | Pun                  |                      |                      |
| 2009-2010 | Loko                  | MHL   | 5  | 0                | 0                | 0                | 4                |                  |   |                      |                      |                      |                      |                      |
| 2010-2011 | Loko                  | MHL   | 34 | 4                | 8                | 12               | 8                | 3                | 0 | 0                    | 0                    | 0                    |                      |                      |
| 2011-2012 | Loko                  | MHL   | 37 | 11               | 18               | 29               | 6                | 3                | 0 | 0                    | 0                    | 5                    |                      |                      |
| 2012-2013 | Loko                  | MHL   | 63 | 13               | 15               | 28               | 10               |                  |   |                      |                      |                      |                      |                      |
| 2012-2013 | Lokomotiv Iaroslavl 2 | VHL   | 3  | 0                | 0                | 0                | 0                |                  |   |                      |                      |                      |                      |                      |
| 2013-2014 | Loko                  | MHL   | 42 | 16               | 23               | 39               | 0                | 4                | 0 | 1                    | 1                    | 0                    |                      |                      |
| 2014-2015 | HK Riazan             | VHL   | 29 | 2                | 1                | 3                | 2                | 3                | 0 | 0                    | 0                    | 0                    |                      |                      |
| 2015-2016 | HK Sarov              | VHL   | 17 | 0                | 3                | 3                | 2                | -                | - | -                    | -                    | -                    |                      |                      |
| 2015-2016 | Dizel Penza           | VHL   | 2  | 0                | 0                | 0                | 0                | -                | - | -                    | -                    | -                    |                      |                      |